# Cap de la Solana
El Cap de la Solana és una serra situada entre els municipis de Borredà i de Vilada a la comarca del Berguedà, amb una elevació màxima de 1.098 metres.